# Liste der Rathäuser in Thüringen
Diese Liste sammelt die Rathäuser der früheren und heutigen Städte in Thüringen.

## Einführung
Die ersten Rathäuser entstanden in Thüringen am Beginn des 12. Jahrhunderts mit dem Aufkommen der städtischen Selbstverwaltung. Aus mittelalterlicher Zeit sind nur sehr wenige Rathäuser in ihrer damaligen Form erhalten, allerdings stehen viele jüngere Rathäuser auf Grundmauern aus dem Mittelalter. Beispiele mittelalterlicher Rathäuser sind in Jena als Stein- und in Waltershausen als Fachwerkbau erhalten.
In der Zeit der Renaissance entstanden flächendeckend neue Rathausbauten auch in kleineren Landstädten. Bedingt durch häufige Stadtbrände wurden sie recht oft neu- oder wiederaufgebaut. Diese Entwicklung setzte sich bis ins frühe 19. Jahrhundert fort. Bedeutende Rathausbauten der Renaissance finden sich beispielsweise in Gera, Gotha und Altenburg.
Mit der Industrialisierung wuchsen viele Städte auf ein Vielfaches ihrer vorherigen Größe an, weshalb ein erhöhter Platzbedarf für die Verwaltung sowie ein gesteigertes städtisches Selbstbewusstsein entstanden. Daraus resultierten groß angelegte Rathausneubauten wie zuerst in Zeulenroda, später auch in Erfurt oder Weimar. Einen Abschluss fand diese Entwicklung mit dem Neubau des Sonneberger Rathauses 1928. Später lagerte man eher einzelne Abteilungen aus den Rathäusern in andere Zweckbauten aus, wenn kein Platz mehr war, anstatt repräsentative Neubauten auszuführen. Auch Anbauten sind vielerorts aus dem 19. und frühen 20. Jahrhundert zu finden.
In der Folgezeit wurden nur noch sehr wenige neue Rathäuser gebaut. Mit dem aufkommenden Bewusstsein für Denkmalschutz wurde mit der Sanierung der Rathausbauten begonnen. Nach der Wiedervereinigung 1990 beschleunigte sich diese Entwicklung, sodass nahezu alle Rathäuser in Thüringen seitdem saniert wurden.

## Liste
| Standort                       | Bauzeit         | Stil                                      | Beschreibung | Bild |
| ------------------------------ | --------------- | ----------------------------------------- | --- | ---- |
| Altenburg (Artikel)            | 1561 bis 1564   | Renaissance                               | erbaut durch Nikolaus Gromann |      |
| Apolda (Artikel)               | 1558/1559       | Renaissance                               | |      |
| Arnstadt (Artikel)             | 1582 bis 1586   | Renaissance                               | erbaut durch Christoph Junghans |      |
| Artern (Artikel)               | 1906            | Neobarock                                 | 1905 bis 1906 an der Stelle des alten Rathauses, ein ehemaliges Kaufhaus aus dem 14. Jahrhundert, errichtet |      |
| Auma                           | 1793 1907/1908  | Neurenaissance                            | 1556–1557 Bau des Rathauses unter Verwendung bereits vorhandener Grundmauern eines Vorgängerbaues, 1792–1793 Wiederaufbau des Rathauses und der Stadtkirche nach einem Stadtbrand, 1907/08 Baubeginn und Einweihung des neuen Rathauses                                                                                     |      |
| Bad Berka                      | nach 1816       | Klassizismus                              | erbaut nach einem Stadtbrand durch Clemens Wenzeslaus Coudray als Teil des Marktplatzensembles |      |
| Bad Blankenburg                | um 1750         | Barock                                    | nach Stadtbrand von 1744 neu errichtet |      |
| Bad Frankenhausen              | 1833/1834       | Klassizismus                              | |      |
| Bad Köstritz                   | Ende 17. Jh     | Barock                                    | Ehemaliges fürstliches Palais, heute Sitz der Stadtverwaltung |      |
| Bad Langensalza                | 1742 bis 1751   | Barock                                    | nach Stadtbrand von 1711 neu errichtet |      |
| Bad Liebenstein                | um 1850         | Neorenaissance                            | ehemaliges Pädagogium und Landerholungsheim für Knaben |      |
| Bad Lobenstein                 |                 | Historismus                               | Im Uhrturm ist mehrmals täglich eine Figur, der „Lommesteener Fässleseecher“, zu sehen. |      |
| Bad Salzungen (Artikel)        | 1790            | Barock                                    | |      |
| Bad Sulza                      | 1541/1727       | Renaissance                               | nach Stadtbrand 1727 verändert wiederaufgebaut |      |
| Bad Tennstedt                  | 1598            | Renaissance                               | |      |
| Berga/Elster                   | 1844            | Historismus                               | am 1. Mai 1844 nach Stadtbrand von 1842 neu dem Verkehr übergeben |      |
| Berka/Werra                    | 1667            | Renaissance                               | Nach Zerstörung im Dreißigjährigen Krieg neu erbaut |      |
| Blankenhain                    |                 | Barock                                    | |      |
| Bleicherode                    | 1540/1541       | Renaissance                               | |      |
| Brotterode                     | 1895            | Historismus                               | |      |
| Bürgel                         |                 | Klassizismus                              | |      |
| Buttelstedt                    |                 | Klassizismus                              | |      |
| Buttstädt                      | 1501 bis 1606   | Renaissance                               | Der Ostflügel entstand 1501, der Südflügel 1565 und der Nordflügel von 1604 bis 1606 nach Plänen von Christophorus German. |      |
| Camburg                        | 1888 bis 1890   | Neorenaissance                            | |      |
| Clingen                        | 1856            | Historismus                               | |      |
| Creuzburg                      | 1589            | Renaissance                               | Wiederaufbau des zwischenzeitlich als Lateinschule genutzten alten Rathauses nach der Zerstörung im Zweiten Weltkrieg, am 1. April 1945 durch US-amerikanischen Artillerie-Beschuss; das neue Rathaus von 1825 wurde ebenfalls komplett zerstört und nicht wiederaufgebaut.                                                 |      |
| Dingelstädt                    |                 | Neorenaissance                            | |      |
| Dornburg                       | 1717            | Barock                                    | |      |
| Ebeleben                       | um 1950         | Neoklassizismus                           | |      |
| Ebersdorf                      |                 | Biedermeier                               | |      |
| Eisenach (Artikel)             | 1564 bis 1641   | Renaissance                               | |      |
| Eisenberg                      | 1579 bis 1593   | Renaissance                               | |      |
| Eisfeld                        | 1836            | Biedermeier                               | Nach einem Stadtbrand von 1822 wieder errichtet. Der dreigeschossige Bau hat ein rundes Eingangsportal, darüber befindet sich ein aus Sandstein gehauenes Wappenrelief von 1557. |      |
| Ellrich                        | 1879            | Zweckbau                                  | 1879 wurde in einem ehemaligen Speicher in der Salzstraße das jetzige Rathaus, das Gefängnis (Hintergebäude) und das Amtsgericht untergebracht. |      |
| Erfurt (Artikel)               | 1869 bis 1882   | Neugotik                                  | erbaut durch Theodor Sommer. Umfangreiche Erweiterung durch Johannes Klass ab 1933. |      |
| Friedrichroda                  |                 | Heimatstil                                | Zerstörung eines Rathauses durch ein Großfeuer 1634 beurkundet |      |
| Gebesee                        | 1806            | Klassizismus                              | am 21. Juni 1806 als Nachfolgebau des Rathauses von 1540 eingeweiht |      |
| Gefell                         | 1860            | Historismus                               | zuletzt 1860 umgebaut |      |
| Gehren                         |                 | Barock                                    | |      |
| Geisa                          | 1859 bis 1861   | Neugotik                                  | nach einem Stadtbrand im Jahr 1858 auf dem Platz des alten Rathauses auf der südöstlichen Ecke des Marktplatzes errichtet |      |
| Gera (Artikel)                 | 1573 bis 1575   | Renaissance                               | erbaut durch Nikolaus Gromann |      |
| Gößnitz                        |                 | Klassizismus                              | |      |
| Gotha                          | 1566 bis 1574   | Renaissance                               | Das alte Gothaer Rathaus wurde erbaut als Kaufhaus, ab 1665 als Rathaus genutzt. |      |
| Gräfenthal                     | 1874 bis 1876   | Klassizismus                              | nach einem Brandunglück neu errichtet |      |
| Greiz                          | 1840 bis 1842   | Neugotik                                  | Das alte Rathaus fiel 1802 einem Stadtbrand zum Opfer. Das heutige Gebäude wurde in den Jahren 1840–1842 wieder aufgebaut und 1909 durch den Anbau ergänzt. |      |
| Greußen                        | 1834            | Klassizismus                              | Das freistehende Rathaus war 1491 und 1687 völlig abgebrannt. 1834 blieben nach dem Brand die Umfassungsmauern stehen und bildeten die Grundlage für den Wiederaufbau. |      |
| Großbreitenbach                | 1615            | Barock                                    | verschiefertes Fachwerk, Ausbau des Rathauses 1615 in einer Kaufurkunde nachgewiesen |      |
| Großenehrich                   | 1831            | Neorenaissance                            | |      |
| Heiligenstadt                  | nach 1739       | Barock                                    | erbaut durch Johann Christoph Heinemann |      |
| Heldburg                       |                 | Renaissance                               | Hennebergisches Fachwerk |      |
| Heldrungen                     | 1900 bis 1901   | Neorenaissance                            | erbaut von Friedrich Fahro |      |
| Heringen                       | 16. Jh.         | Renaissance                               | Das Rathaus erlebte eine wechselvolle Bau- und Nutzungsgeschichte, von ca. 1970 bis 1990 als Restaurant. 2010 erfolgte eine Komplettsanierung. |      |
| Hermsdorf                      | 1896 bis 1897   | Neorenaissance                            | am 1. Oktober 1897 eingeweiht |      |
| Hildburghausen (Artikel)       | 1595            | Renaissance                               | Das wahrscheinlich älteste Gebäude der Stadt wurde 1395 anstelle eines abgebrannten Steinhauses als Rats- und Kaufhaus erbaut, nach Zerstörungen durch einen Orkan 1572 neu errichtet. |      |
| Hirschberg                     |                 | Biedermeier                               | |      |
| Hohenleuben                    | 1879            | Neoklassizismus                           | erbaut als Amtsgericht, ab 1919 als Rathaus genutzt |      |
| Ilmenau                        | 1768 bis 1786   | Barock                                    | erbaut durch Gottfried Heinrich Krohne |      |
| Jena                           | 1377 bis 1413   | Gotik                                     | |      |
| Kahla                          | 1872/1873       | Historismus                               | Das Gebäude ist im Kern gotischen Ursprungs und wurde häufig umgebaut. 1872/73 wurden drei Nachbargebäude einbezogen und das Rathaus erhielt seine heutige Gestalt. |      |
| Kaltennordheim                 | 1884            | Neoklassizismus                           | nach Stadtbrand 1882 neu errichtet |      |
| Kindelbrück (Artikel)          | 1761            | Barock                                    | nach Stadtbrand wiederaufgebaut |      |
| Kölleda                        | 1698 bis 1702   | Barock                                    | ersetzte als insgesamt drittes Rathaus einen abgebrannten Vorgängerbau |      |
| Königsee                       | 1719            | Barock                                    | Im Foyer ist das um 1710 von einem unbekannten Handwerker gebaute ehemalige Turmuhrwerk ausgestellt. |      |
| Kranichfeld                    | 1902            | Neorenaissance                            | Das Rathaus wurde nach einem Stadtbrand erbaut und beherbergte erst den Weimarischen Hof, ehe 1917 das Bürgermeisteramt vom Ratskeller hierher verlegt wurde. |      |
| Langewiesen                    | 1935            | Neoklassizismus                           | |      |
| Lauscha                        | 1868            | Historismus                               | ehemaliges historisches Schulgebäude, die „neue Schule“; verschieferter Fachwerkbau |      |
| Lehesten                       |                 | Neorenaissance                            | |      |
| Leinefelde                     |                 | Historismus                               | Das Rathaus ist in einem umgebauten Wasserturm der Bahn untergebracht. |      |
| Leutenberg                     | 1866            | Neugotik                                  | nach einem Brand 1865 neu erbaut, das erste Rathaus wurde 1486 genannt |      |
| Lobeda                         | Ende 17. Jh.    | Barock                                    | Fachwerkbau anstelle des 1640 durch einen Brand zerstörten Gebäudes. Ein Rathaus ist Ende des 15. Jh. bezeugt, ein erster Vorgängerbau möglicherweise Mitte des 14. Jh. zerstört worden. |      |
| Lucka                          | Ende 19. Jh.    | Neoklassizismus                           | Historischer Ratskeller 1972 wg. Baufälligkeit gesprengt, seit Ende 19. Jh. heutiges Rathaus |      |
| Magdala                        | 1570/1571       | Renaissance                               | nach Brand 1849 wiederaufgebaut |      |
| Meiningen                      | 1876 bis 1878   | Historismus                               | Das von Otto Hoppe erbaute Rathaus wurde im Zweiten Weltkrieg zerstört und nicht wiederaufgebaut. Seitdem ist die Stadtverwaltung im Rundbau des Schlosses Elisabethenburg untergebracht. |      |
| Meuselwitz                     | 1861 bis 1862   | Neugotik                                  | Mit der Stadtrechtsverleihung am 6. Juli 1874 eingeweiht |      |
| Mühlhausen (Artikel)           | 1256 bis 1572   | Gotik Renaissance                         | Das Rathaus der ehemals freien Reichsstadt setzt sich aus mehreren Bauten zusammen, von denen die ältesten aus dem 13. und die jüngsten aus dem 16. Jahrhundert stammen. |      |
| Münchenbernsdorf               | Anfang 20. Jh.  | Jugendstil                                | Nutzung als Rathaus seit 1945 |      |
| Neuhaus am Rennweg             |                 | Zweckbau                                  | verschieferter Zweckbau, nach dem Zweiten Weltkrieg als Rathaus eingerichtet. Das Rathaus von 1933 wurde am 11. April 1945 bei einem Artillerieangriff der 11. Panzerdivision der 3. US-Armee zerstört. |      |
| Neumark                        |                 | Renaissance                               | |      |
| Neustadt an der Orla (Artikel) | bis 1464        | Gotik                                     | Nach 1464 durch die Vereinigung zweier benachbarter Gebäude entstanden |      |
| Nordhausen (Artikel)           | 1608 bis 1610   | Renaissance                               | Die Rolandsfigur am Rathaus erinnert an den Sturz des Rates von 1375. – Das Neue Rathaus steht ihm südlich gegenüber. |      |
| Oberhof                        |                 | Neoklassizismus                           | |      |
| Oberweißbach                   | 1856            | Historismus, modern umgebaut              | Teil der Amtsgerichtsgebäude, erbaut 1831, am 22. März 1832 eröffnet und 1856 um Nebengebäude erweitert. Der Sitz der Verwaltungsgemeinschaft Bergbahnregion/Schwarzatal ist heute im benachbarten Amtshaus von 1829 untergebracht.                                                                                         |      |
| Ohrdruf                        | 1808            | Klassizismus                              | an der Südostecke der „Eiserne Michael“, eine etwa 2,20 Meter große Holzfigur aus der Werkstatt des Ohrdrufer Holzbildhauers Hermann Schmidt von 1916 |      |
| Orlamünde                      | 1492 bis 1502   | Gotik                                     | 1864 neugotischer Anbau |      |
| Plaue                          | 1822            | Historismus                               | 1856 Bedachung und oberes Stockwerk bei einem Brand schwer beschädigt und neu errichtet |      |
| Pößneck (Artikel)              | 1478 bis 1531   | Gotik                                     | erbaut durch Baumeister Conradt |      |
| Ranis                          | 1839 bis 1840   | Neorenaissance                            | als Schule errichtet |      |
| Rastenberg (Artikel)           | 1663            | Renaissance                               | 1565 erbaut, 1663 niedergebrannt und im gleichen Jahr an gleicher Stelle wieder errichtet |      |
| Remda                          | nach 1945       | Barock, modern als Zweckbau neu errichtet | nach Zerstörung im Zweiten Weltkrieg, durch US-amerikanischen Artillerie-Beschuss am 13. April 1945, nach Kriegsende neu errichtet |      |
| Römhild                        |                 | Renaissance                               | |      |
| Ronneburg                      | 1529            | Renaissance                               | Ersterwähnung eines Rathauses 1476. Das heutige Rathaus wurde laut einer Jahreszahl an der Südseite 1529 erbaut, 1665 Dachstuhl und Holzwerk bei einem Stadtbrand zerstört und bis 1674 wieder instand gesetzt, letzter Umbau 1928/29.                                                                                      |      |
| Roßleben                       |                 | Historismus                               | |      |
| Rudolstadt                     | 1908 bis 1912   | Neorenaissance                            | erbaut durch Theodor Veil und Gerhard Herms |      |
| Ruhla                          |                 | Historismus                               | Nachdem das alte Rathaus 1997 abgerissen worden war, zog die Stadtverwaltung in ein umgebautes Fabrikgebäude. |      |
| Saalburg                       |                 | Historismus                               | auf mittelalterlichen Fundamenten erbaut |      |
| Saalfeld (Artikel)             | 1529 bis 1537   | Renaissance                               | vermutlich durch Baumeister Krebs erbaut |      |
| Schalkau                       | 17. Jh.         | Barock                                    | verschieferter Fachwerkbau mit Walmdach |      |
| Schkölen                       |                 | Historismus                               | ehemaliges Rittergut |      |
| Schleiz                        | 1879/1880       | Neorenaissance                            | erbaut durch Richard Uebe |      |
| Schleusingen                   | 1550            | Renaissance                               | mehrfach umfassend umgebaut |      |
| Schlotheim                     | 1996            | postmoderner Zweckbau                     | Am 3. August 1996 als kompletter Neubau an der Stelle eingeweiht, wo bis 1972 das 251 Jahre alte Rathaus stand. In der Schlotheimer Stadtgeschichte ist dies nunmehr das 5. Rathaus. |      |
| Schmalkalden                   | 15. Jahrhundert | Gotik                                     | Drei architektonisch völlig unterschiedliche Bauten bilden heute den Rathauskomplex: der südliche Bau von 1905, der nördliche Bau mit spätgotischen Bauteilen und der Mittelbau – die „Steinerne Kemenate“ von 1419. |      |
| Schmölln                       | 1540            | Renaissance                               | nach Brand 1772 wiederaufgebaut |      |
| Sömmerda (Artikel)             | bis 1539        | Renaissance                               | Das wahrscheinlich schon im 15. Jahrhundert existierende Rathaus wurde in den Jahren 1529 bis 1539 umfassend umgebaut, ein Anbau von 1554 wurde 1725 durch einen barocken Neubau ersetzt. |      |
| Sondershausen (Artikel)        | 1568 bis 1570   | Klassizismus                              | 1856 umgebaut |      |
| Sonneberg                      | 1928            | Neugotik/Neoklassizismus                  | Das Alte Rathaus ließ die Stadt 1844/45 am Marktplatz nahe dem Standort des bei dem Stadtbrand von 1840 zerstörten Rathauses aus dem 17. Jh. nach Plänen von Carl Alexander Heideloff im neugotischen Stil errichten, 1886/87 von Hermann Schuberth umbauen. 1927/28 erbaute Karl Dröner das Neue Rathaus am Bahnhofsplatz. |      |
| Stadtilm (Artikel)             | um 1600         | Renaissance                               | Schloss, erst ab 1918 Nutzung als Rathaus |      |
| Stadtlengsfeld                 | 1878            | Klassizismus                              | Das heutige Rathaus wurde nach dem Stadtbrand 1878 als Großherzogliches Sächsisches Amtsgericht erbaut und bis 1945 als Gerichtsgebäude genutzt. Nach dem Krieg war es Wohnhaus, zeitweise waren Klassenräume eingerichtet. Seit 1880 war und ist es Bürgermeisteramt.                                                      |      |
| Stadtroda                      | 20. Jh.         | Jugendstil                                | erstes Rathaus bei einem Stadtbrand 1638, zweites bei Bombardierung während des Zweiten Weltkrieges am 21. November 1944 zerstört |      |
| Steinach                       | 1948            | Neobarock                                 | Das dreigeschossige Hauptgebäude entstand durch die Vereinigung der 1923 bis 1924 erbauten Häuser Marktplatz 3 und 4. |      |
| Steinbach-Hallenberg           | 1900            | Heimatstil                                | Neues Rathaus, Grundsteinlegung am 26. März, Übergabe am 1. Oktober 1900 |      |
| Suhl (Artikel)                 | 1812 bis 1817   | Neobarock                                 | Fassade 1913 umgebaut |      |
| Tambach-Dietharz               | 1919            | Neorenaissance                            | |      |
| Tanna                          |                 | Historismus                               | |      |
| Teichel                        | 1863 bis 1867   | Neoromanik                                | erbaut durch Wilhelm Adolph von Bamberg |      |
| Thamsbrück                     |                 | Barock                                    | |      |
| Themar                         | bis 1711        | Barock                                    | |      |
| Treffurt (Artikel)             | um 1550         | Renaissance                               | Turm 1616 ergänzt |      |
| Triebes                        | um 1900         | Neorenaissance                            | |      |
| Triptis                        |                 | Neorenaissance                            | |      |
| Trusetal                       |                 | Postmoderne                               | |      |
| Ummerstadt                     | 1558            | Renaissance                               | Hennebergisches Fachwerk |      |
| Vacha                          | 1613 bis 1614   | Renaissance                               | entstand 1614 als repräsentatives Stadtpalais des hessischen Amtmannes Caspar von Widemarkt |      |
| Waltershausen (Artikel)        | 1441            | Gotik                                     | |      |
| Wasungen (Artikel)             | 1532 bis 1534   | Renaissance                               | Hennebergisches Fachwerk |      |
| Weida (Artikel)                | 1587 bis 1589   | Renaissance                               | |      |
| Weimar (Artikel)               | 1837 bis 1841   | Neugotik                                  | erbaut durch Heinrich Heß |      |
| Weißensee (Artikel)            | 1200 bis 1589   | Renaissance                               | Das Rathaus besteht aus mehreren Gebäudeteilen, die wiederholt um- und überbaut wurden. |      |
| Wiehe                          |                 | Historismus                               | |      |
| Worbis                         | 1608            | Renaissance                               | ehemalige Wasserburg und Rentamt, Nordwestflügel von 1608 |      |
| Wurzbach                       |                 | Neorenaissance                            | |      |
| Zella-Mehlis                   | 1924 - 25       | Neoklassizismus                           | Das Rathaus wurde nach den Plänen des Architekten und Herzoglichen Baudirektors Reinhard Claaßen, Coburg, gebaut. Am 19. Mai 1924 erfolgte der Baubeginn und am 22. August 1925 die Eröffnung. |      |
| Zeulenroda (Artikel)           | 1825 bis 1827   | Klassizismus                              | erbaut durch Christian Heinrich Schopper |      |
| Ziegenrück                     | 16. Jh.         | Renaissance                               | |      |